# DR-Baureihe ET 25
Die Elektrotriebwagen der Baureihe ET 25 (ab 1968: Baureihe 425 der Deutschen Bundesbahn, ab 1970 Baureihe 285 der Deutschen Reichsbahn) waren als Schnelltriebwagen im Nahverkehr konzipiert.

## Geschichte

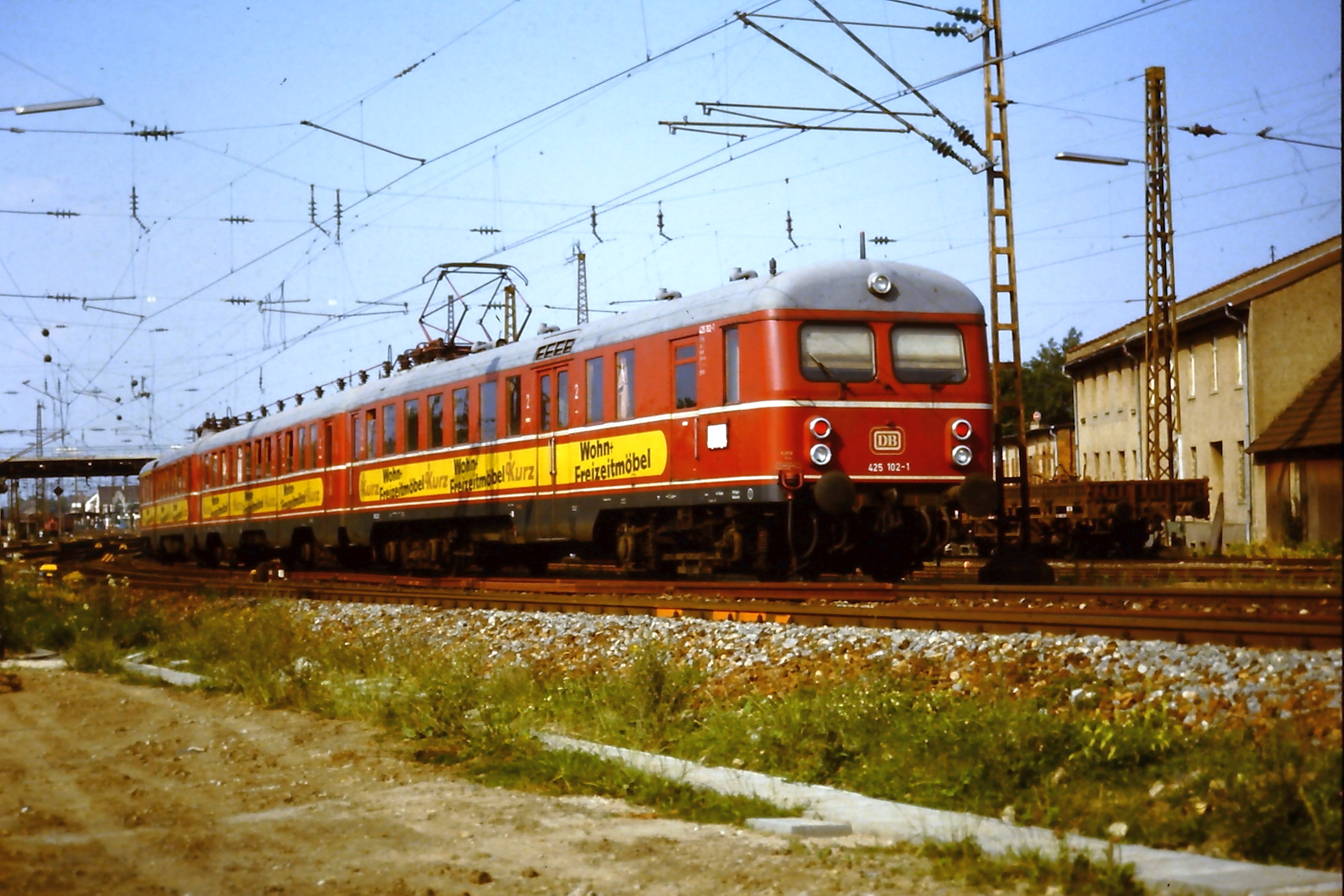
Der Triebzug 425 02 durchfuhr am 24. Juli 1984 den Bahnhof Mühlacker

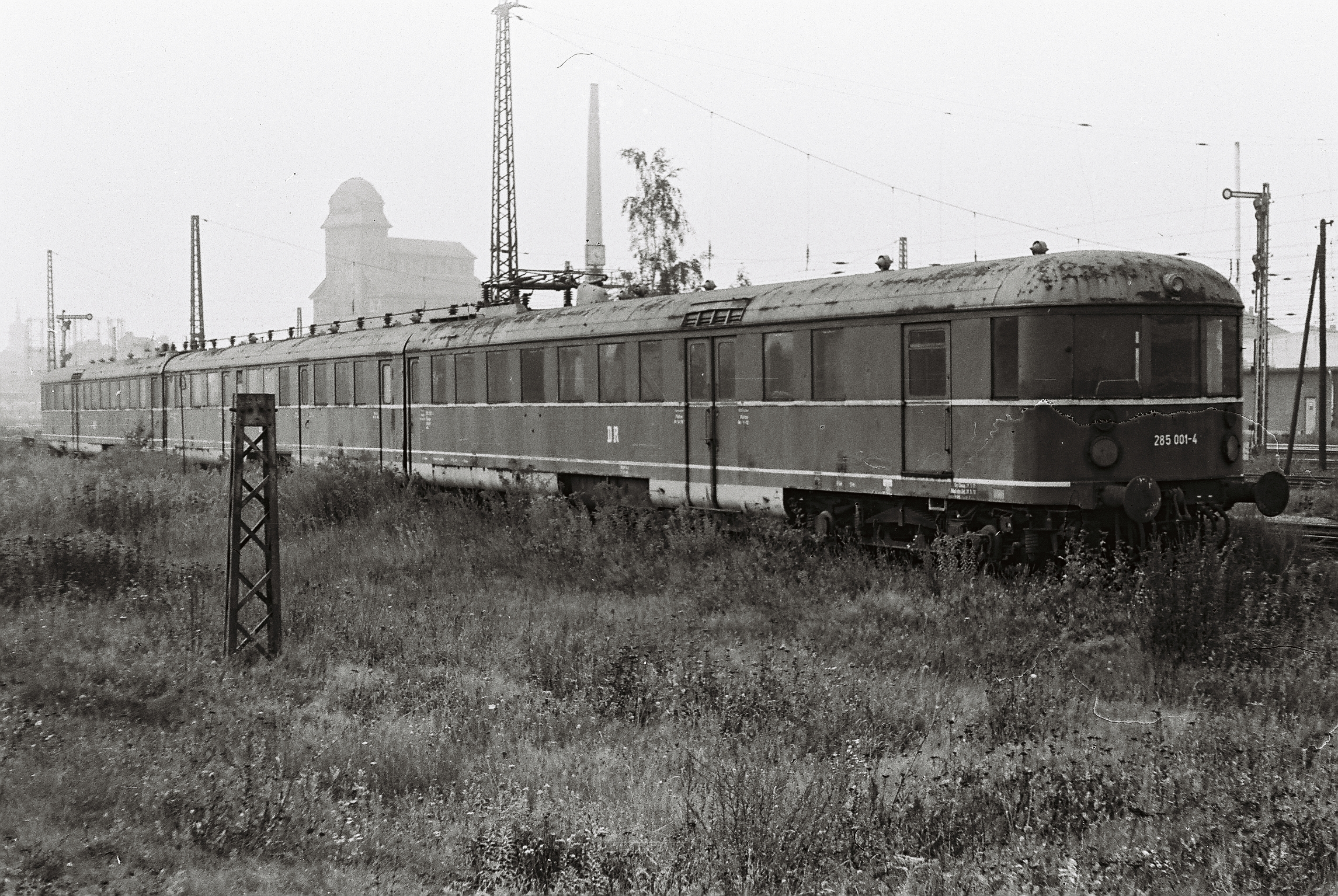
Der 285 001 nach seiner Ausmusterung im letzten Betriebszustand als Lagerraum im Bf Wurzen

Ab 1930 begann die Deutsche Reichsbahn damit, Elektrotriebwagen für den Städteschnellverkehr zu entwickeln. Der ET 25 wurde für den süddeutschen Nahverkehr, der ET 31 für den Schnell- und Eilzugdienst gebaut. Im Zweiten Weltkrieg wurden viele dieser Triebwagen beschädigt. Die junge Bundesbahn richtete sie bis 1950 wieder fahrtüchtig her. Ab 1963 wurden alle noch vorhandenen Vorkriegsbaureihen der ET 25, ET 31/32, ET 55 und ET 65 grundlegend überholt und im Ausbesserungswerk Stuttgart-Bad Cannstatt mit einer neuen einheitlichen Kopfform, dem sogenannten Cannstatter Kopf, versehen und kamen im Stuttgarter Vorortverkehr zum Einsatz. Dabei wurden zum Teil auch die Steuerwagen (ES) zu Mittelwagen (EM) umfunktioniert und somit eine Familie äußerlich ähnlicher dreiteiliger Triebwagen begründet. Diese Triebzüge fuhren in der Zusammensetzung Triebwagen (ET) + antriebsloser Mittelwagen (EM) + Triebwagen (ET). Ab 1968 trug der ET 25 die Bezeichnung 425, die Mittelwagen EM 25 wurden zur Baureihe 825.
Die letzten Fahrzeuge waren im Bahnbetriebswerk Tübingen stationiert und waren bis zum Fahrplanwechsel im September 1985 im Einsatz.
Aus dem Netz in der sowjetischen Besatzungszone mussten einige ET 25 an die UdSSR als Reparationsleistung abgegeben werden. Aus den kriegsbeschädigten ET 25 012a und ET 25 012b sowie dem ES 25 008 wurde der ET 25 012 für die Deutsche Reichsbahn aufgebaut. 1970 wurde die Baureihennummer in die Computernummer 285 001/285 002/285 003 geändert. Als Einzelgänger war er aber schon 1972 abgestellt. Die Einheit war viele Jahre im Bahnhof Wurzen abgestellt und wurde als Lagerraum der Starkstrommeisterei genutzt. In den frühen 1990er Jahren wurden die Wagen zerlegt und verschrottet. Der in Dessau stationierte Triebwagen erhielt den Spitznamen Roter Dessauer.
Nach dem Zweiten Weltkrieg befand sich eine weitere ET-25-Einheit in Frankreich. Der Einheit wurden die SNCF-Nummern Z 9053, ZB 9054 und T 9055 zugeteilt und bis 1956 eingesetzt. Anschließend wurden bis auf einen Triebwagen die anderen Teile ausgemustert und verschrottet. Der verbliebene Wagen wurde mit einem zweiten Steuerabteil ausgestattet und als Z 6002 bis 1972 eingesetzt. Anschließend wurde auch dieser Wagen ausgemustert und wenig später verschrottet.

## Verbleib
Der ET 25 120 und eine weitere Garnitur wurden an die Oensingen-Balsthal-Bahn (OeBB) verkauft. Dort bewährten sie sich nicht und wurden daher abgestellt. Beide Einheiten wurden von Stuttgarter Eisenbahnfreunden gekauft. Der ET 25 120 wurde aufgearbeitet und dann von der Schienenverkehrsgesellschaft (SVG), Stuttgart, im Touristikverkehr eingesetzt. Seit 2004 verkehrte er an bestimmten Sonntagen als Enztäler Freizeitexpress von Stuttgart nach Bad Wildbad. Zusammen mit den ET 65 verkehren alle drei Fahrzeuge unter der Produktmarke „Rote Heuler“. Seit April 2014 ist der ET 25 120 in der Eisenbahn-Erlebniswelt Horb nichtbetriebsfähig abgestellt.
Zum Bestand des Verkehrsmuseums Nürnberg gehört die Einheit ET 25 015, die wieder die runde Stirnform erhielt und von der BSW-Gruppe Haltingen betreut wird. Seit einem Rangierunfall am 1. Mai 1999, bei dem das Laufwerk schwer beschädigt wurde, wartet der b-Teil der Einheit auf seine Instandsetzung, die aus finanziellen Gründen bislang (2011) jedoch nicht durchgeführt werden konnte. Um sie zu ermöglichen, wurde die IG elT 1801 a/b e. V. gegründet. Die andere Einheit aus dem OeBB-Bestand dient als Ersatzteilspender bei der BSW-Gruppe.

## Baureihe ET 255/ET 45
Für den 50-Hertz-Versuchsbetrieb auf der Höllentalbahn ließen die SWDE den bei einem Luftangriff ausgebrannten ET 25 026 wiederaufbauen, um auf dem 20kV/50-Hz-Netz der SNCF Versuchsfahrten durchzuführen.
Die Deutsche Bundesbahn setzte den Triebwagen später als ET 255 01 im Reisezugverkehr ein. Der Triebwagen erhielt eine elektrische Bremse und eine Magnetschienenbremse. Die Höchstgeschwindigkeit betrug 90 km/h. Die Leistung betrug 1540 kW. Der Triebwagen konnte damit einen Wagen mit einem Gewicht von 20 Tonnen auf der Steilstrecke ziehen.
1962 wurde der Triebwagen im Ausbesserungswerk Stuttgart-Bad Cannstatt auf die Spannung von 15 kV bei 16 2/3 Hz umgebaut. Neue Transformatoren und eine neue Inneneinrichtung wurden 1960 eingebaut, 1966 eine stufenlose Thyristorsteuerung und eine elektrische Nutzbremse. Danach erhielt der Zug die Betriebsnummer ET 45 01, die 1968 in die Computernummer 445 001/445 401 geändert wurde.
Eingesetzt wurde der ET 45 auf der Dreiseenbahn. Wegen des gestiegenen Verkehrs im Schwarzwald und seiner dafür nicht ausreichenden Kapazität befuhr er deshalb oft die Bahnstrecke Baden-Oos–Baden-Baden.